# Susanne Strahringer
Susanne Strahringer (* 17. Mai 1967  in Darmstadt) ist eine deutsche Wirtschaftsinformatikerin.

## Wissenschaftlicher Lebenslauf
Susanne Strahringer studierte von 1986 bis 1991 Wirtschaftsinformatik an der Technischen Universität Darmstadt. In den nächsten Jahren war sie dort als wissenschaftliche Mitarbeiterin tätig und fertigte ihre Promotion an; darauf folgte die Beschäftigung als Hochschulassistentin und die Habilitation, welche sie 2001 abschloss (Venia Legendi für Betriebswirtschaftslehre und Wirtschaftsinformatik).
Von 2000 bis 2001 vertrat sie eine Professur für "Betriebswirtschaftslehre, insb. Wirtschaftsinformatik" an der Universität Augsburg. Danach ging sie an die European Business School in Wiesbaden, wo sie bis 2007 einen Lehrstuhl für Wirtschaftsinformatik innehatte. Dann erfolgte der Wechsel an die Technische Universität Dresden, ebenfalls auf einen Lehrstuhl für diesen Bereich, mit dem Zusatz "insb. Informationssysteme in Industrie und Handel".

## Ämter und sonstige Funktionen
- seit 2021 Vorsitzende der Wissenschaftlichen Kommission Wirtschaftsinformatik (WKWI) im Verband der Hochschullehrer für Betriebswirtschaft (VHB)[1]
- 2019–2021: Stellvertretende Vorsitzende der Wissenschaftlichen Kommission Wirtschaftsinformatik (WKWI) im Verband der Hochschullehrer für Betriebswirtschaft (VHB)[2]
- 2013–2015: Prorektorin für den Bereich Bildung und Internationales der TU Dresden[3]
- 2011–2013: Dekanin der Fakultät Wirtschaftswissenschaften der TU Dresden
- Mitglied der wissenschaftlichen Kommission Wirtschaftsinformatik im Verband der Hochschullehrer für Betriebswirtschaft (VHB)
- seit 2008: kooptiertes Mitglied der Dresdner Fakultät für Informatik
- seit 2006: Mitherausgeberin der Zeitschrift HMD Praxis der Wirtschaftsinformatik
- 2006: kommissarische Leiterin des Prorektorats für Vollzeitprogramme an der European Business School

## Veröffentlichungen (Auswahl)
- Geschäftsmodelle der IT-Industrie (HMD Praxis der Wirtschaftsinformatik, Heft 292) 2013
- gemeinsam mit D. Wilhelm und S. Smolnik: Die Nutzungsintention als Prädiktor der realen Systemnutzung: eine quantitative Analyse, in: D.C. Mattfeld und S. Robra-Bissantz (Hg.): Multikonferenz Wirtschaftsinformatik 2012, Tagungsband der MKWI 2012 – GITO, Berlin 2012, S. 825–836
- Open Source – Konzepte, Risiken, Trends, HMD Praxis der Wirtschaftsinformatik, Heft 283, 2012
- gemeinsam mit J. Marx Gomez und F. Teuteberg: Green Computing & Sustainability (HMD Praxis der Wirtschaftsinformatik, Heft 274) 2010
- gemeinsam mit Gerold Riempp: Unternehmensarchitekturen (HMD Praxis der Wirtschaftsinformatik, Heft 262) August 2008
- gemeinsam mit C. Leyh und A. Krischke: Sustainability Management within Selected Large-scale Enterprises in Germany, in: Proceedings of the Fifth International Conference on Research and Practical Issues of Enterprise Information Systems, CONFENIS 2011, October 16 – 18, Aalborg, Denmark.
- gemeinsam mit G. Lackermair und P. Mandl: Dynamically Scalable Architectures for E-Commerce: A Strategy for Partial Integration of Cloud Resources in an E-Commerce System, Tagungsband MKWI 2010, Göttingen